# جوليا إيفانغيلين بروكس
جوليا إيفانغيلين بروكس (بالإنجليزية: Julia Evangeline Brooks) هي أكاديمية أمريكية، ولدت في يونيو 1882 في نيو أورلينز في الولايات المتحدة، وتوفيت في 24 نوفمبر 1948 في واشنطن العاصمة في الولايات المتحدة.